# 후쿠치촌 (아키타현)
후쿠치촌(福地村)은 아키타현 히라카군에 있던 촌이다.  현재의 요코테시 남서부, 오모노강 우안에 해당한다.

## 역사
- 1889년 4월 1일 - 정촌제 시행에 의해 6촌의 구역으로 성립하였다.
- 1955년 4월 1일 - 누마다테정, 사토미촌 및 오가치군 메이지촌의 일부와 합병해 오모노가와정이 성립해, 동일 후쿠치촌이 폐지되었다.

## 교통

### 도로
- 혼조 가도(현:국도 107호선)